# SYSTEMASYSTEM (альбом)
«SYSTEMASYSTEM» — дебютный студийный альбом украинской группы SYSTEMASYSTEM, выпущенный 1 июня 2011 года.

## Об альбоме
Дебютный одноименный альбом SYSTEMASYSTEM в который вошло 15 треков, 5 из них инструментальные. Ранее, в 2010 году были выпущены 3 сингла: «Не Чіпай», «М. М. Н. Т.», «Малюнки На Битому Склi». Все песни записаны на украинском языке. Запись была произведена на домашней студии звукозаписи. Часть фоновых звуков для альбома записывалась в индустриальной зоне города Обу́хова — преимущественно на территории силикатного завода. В песнях «Сонце», «Не Стримуй», «Процес» можно услышать звуки работающих моторов и падающих кирпичей. Альбом был выпущен как цифровой релиз и продавался в магазинах iTunes, Amazon и др. Позже альбом был выложен для свободного скачивания в интернете. На песни «Не Чіпай» и «36» были отсняты клипы.

## Список композиций
| №   | Название                 | Длительность |
| --- | ------------------------ | ------------ |
| 1.  | «Система Систем»         | 1:22         |
| 2.  | «Малюнки На Битому Склi» | 3:15         |
| 3.  | «Game»                   | 4:03         |
| 4.  | «Не Чіпай»               | 3:59         |
| 5.  | «Капкан»                 | 4:04         |
| 6.  | «М.М.Н.Т.»               | 5:16         |
| 7.  | «35»                     | 1:50         |
| 8.  | «Пігулки»                | 4:28         |
| 9.  | «Не Стримуй»             | 5:15         |
| 10. | «36»                     | 1:11         |
| 11. | «Сонце»                  | 4:14         |
| 12. | «37»                     | 3:14         |
| 13. | «Процес»                 | 3:27         |
| 14. | «Промені»                | 4:00         |
| 15. | «38»                     | 2:01         |

## Синглы
- 18 июля 2010 — Не Чіпай
- 11 августа 2010 — М.М.Н.Т.
- 27 июля 2010 — Малюнки На Битому Склi